# Красная Лоза
Красная Лоза — опустевший поселок в Клинцовском районе Брянской области, в составе Великотопальского сельского поселения.

## География
Находится в западной части Брянской области на расстоянии приблизительно 18 км на юг-юго-восток по прямой от железнодорожного вокзала станции Клинцы.

## История
Известен с 1920-х годов. В середине XX века работал одноименный колхоз. На карте 1941 года отмечен как поселок Лоза с 48 дворами.

## Население
Численность населения: 170 человек (1926), 10 человек в (2002), 0 человек (2010), 0 человек (2013).
Будет упразднен как фактически не существующий в связи с переселением всех жителей на постоянное место жительства в другие населённые пункты.